# Eccellenza Abruzzo
La Eccellenza Abruzzo es una de las ligas regionales que forman parte de la Eccellenza, la quinta división nacional, en la cual participan los equipos de la región de Abruzzo.
La liga está compuesta por 18 equipos, en donde el ganador logra el ascenso a la Serie D y usualmente es ubicado en el grupo F de la cuarta categoría, mientras que quien desciende pasa a jugar en la Promozione.

## Ediciones anteriores
- 1991–92: Termoli
- 1992–93: Nereto
- 1993–94: Paganica
- 1994–95: Pineto
- 1995–96: Ortona
- 1996–97: Luco dei Marsi
- 1997–98: Lanciano
- 1998–99: Pro Vasto
- 1999–2000: Morro d'Oro
- 2000–01: Pro Vasto
- 2001–02: Rosetana
- 2002–03: Celano
- 2003–04: Guardiagrele
- 2004–05: Renato Curi Angolana
- 2005–06: Santegidiese
- 2006–07: Cologna Paese
- 2007–08: Chieti
- 2008–09: Miglianico & L'Aquila Calcio[n 1]
- 2009–10: Teramo
- 2010–11: San Nicolò
- 2011–12: Amiternina
- 2012–13: Sulmona
- 2013–14: San Nicolò
- 2014–15: Avezzano
- 2015–16: Vastese
- 2016–17: Nerostellati
- 2017–18: Real Giulianova
- 2018–19: Chieti
- 2019-20: Castelnuovo Vomano
- 2020-21: Chieti
- 2021-22: Avezzano Calcio
- 2022-23: L'Aquila Calcio
- 2023-24: Teramo
- 2024-25: Real Giulianova